# رموز البلدان أو-كيو

## عُمان
| أيزو 3166-1 رقمي 512                                         | أيزو 3166-1 حرفي-3 OMN                            | أيزو 3166-1 حرفي-2 OM                              | رمز مطار منظمة الطيران المدني الدولي بادئة(es) OO           |
| قائمة مفاتيح الهاتف لدول العالم +968                         | قائمة رموز بلدان اللجنة الأولمبية الدولية OMA     | النطاق الأعلى في ترميز الدولة .om                  | منظمة الطيران المدني الدولي تسجيل الطائرات. بادئة (es) A4O- |
| الهوية الدولية لمشترك الجوال رمز البلد في الهاتف المحمول 422 | قائمة رموز أعضاء حلف الناتو رمز من ثلاثة حروف OMN | قائمة رموز أعضاء حلف الناتو رمز من حرفين (قديم) MU | مكتبة الكونغرس مارك (نظام فهرسة) MK                         |
| أرقام الهوية البحرية 461                                     | قائمة رموز الاتحاد الدولي للاتصالات OMA           | رموز معايير معالجة المعلومات الفيدرالية MU         | رمز تسجيل المركبات الدولي OM (unofficial)                   |
| GTIN بادئة (es) —                                            | رمز برنامج الأمم المتحدة الإنمائي OMA             | المنظمة العالمية للأرصاد الجوية رمز البلد OM       | بادئة نداء الاتحاد الدولي للاتصالات A4A-A4Z                 |

## باكستان
| أيزو 3166-1 رقمي 586                                         | أيزو 3166-1 حرفي-3 PAK                            | أيزو 3166-1 حرفي-2 PK                              | رمز مطار منظمة الطيران المدني الدولي بادئة(es) OP          |
| قائمة مفاتيح الهاتف لدول العالم +92                          | قائمة رموز بلدان اللجنة الأولمبية الدولية PAK     | النطاق الأعلى في ترميز الدولة .pk                  | منظمة الطيران المدني الدولي تسجيل الطائرات. بادئة (es) AP- |
| الهوية الدولية لمشترك الجوال رمز البلد في الهاتف المحمول 410 | قائمة رموز أعضاء حلف الناتو رمز من ثلاثة حروف PAK | قائمة رموز أعضاء حلف الناتو رمز من حرفين (قديم) PK | مكتبة الكونغرس مارك (نظام فهرسة) PK                        |
| أرقام الهوية البحرية 463                                     | قائمة رموز الاتحاد الدولي للاتصالات PAK           | رموز معايير معالجة المعلومات الفيدرالية PK         | رمز تسجيل المركبات الدولي PK                               |
| GTIN بادئة (es) —                                            | رمز برنامج الأمم المتحدة الإنمائي PAK             | المنظمة العالمية للأرصاد الجوية رمز البلد PK       | بادئة نداء الاتحاد الدولي للاتصالات 6PA-6SZ, APA-ASZ       |

## بالاو
| أيزو 3166-1 رقمي 585                                         | أيزو 3166-1 حرفي-3 PLW                            | أيزو 3166-1 حرفي-2 PW                              | رمز مطار منظمة الطيران المدني الدولي بادئة(es) PT        |
| قائمة مفاتيح الهاتف لدول العالم +680                         | قائمة رموز بلدان اللجنة الأولمبية الدولية PLW     | النطاق الأعلى في ترميز الدولة .pw                  | منظمة الطيران المدني الدولي تسجيل الطائرات. بادئة (es) — |
| الهوية الدولية لمشترك الجوال رمز البلد في الهاتف المحمول 552 | قائمة رموز أعضاء حلف الناتو رمز من ثلاثة حروف PLW | قائمة رموز أعضاء حلف الناتو رمز من حرفين (قديم) PS | مكتبة الكونغرس مارك (نظام فهرسة) PW                      |
| أرقام الهوية البحرية 511                                     | قائمة رموز الاتحاد الدولي للاتصالات PLW           | رموز معايير معالجة المعلومات الفيدرالية PS         | رمز تسجيل المركبات الدولي PAL (unofficial)               |
| GTIN بادئة (es) —                                            | رمز برنامج الأمم المتحدة الإنمائي TTP             | المنظمة العالمية للأرصاد الجوية رمز البلد —        | بادئة نداء الاتحاد الدولي للاتصالات T8A-T8Z              |

## فلسطين
| أيزو 3166-1 رقمي 275                                       | أيزو 3166-1 حرفي-3 PSE                            | أيزو 3166-1 حرفي-2 PS                              | رمز مطار منظمة الطيران المدني الدولي بادئة(es) OJ, LV    |
| قائمة مفاتيح الهاتف لدول العالم +970                       | قائمة رموز بلدان اللجنة الأولمبية الدولية PLE     | النطاق الأعلى في ترميز الدولة .ps                  | منظمة الطيران المدني الدولي تسجيل الطائرات. بادئة (es) — |
| الهوية الدولية لمشترك الجوال رمز البلد في الهاتف المحمول — | قائمة رموز أعضاء حلف الناتو رمز من ثلاثة حروف PSE | قائمة رموز أعضاء حلف الناتو رمز من حرفين (قديم) PS | مكتبة الكونغرس مارك (نظام فهرسة) GZ, WJ                  |
| أرقام الهوية البحرية 443                                   | قائمة رموز الاتحاد الدولي للاتصالات XGZ, XWB      | رموز معايير معالجة المعلومات الفيدرالية GZ, WE     | رمز تسجيل المركبات الدولي PS (unofficial)                |
| GTIN بادئة (es) —                                          | رمز برنامج الأمم المتحدة الإنمائي PAL             | المنظمة العالمية للأرصاد الجوية رمز البلد —        | بادئة نداء الاتحاد الدولي للاتصالات E4A-E4Z              |

## بنما
| أيزو 3166-1 رقمي 591                                         | أيزو 3166-1 حرفي-3 PAN                            | أيزو 3166-1 حرفي-2 PA                              | رمز مطار منظمة الطيران المدني الدولي بادئة(es) MP                     |
| قائمة مفاتيح الهاتف لدول العالم +507                         | قائمة رموز بلدان اللجنة الأولمبية الدولية PAN     | النطاق الأعلى في ترميز الدولة .pa                  | منظمة الطيران المدني الدولي تسجيل الطائرات. بادئة (es) HP-            |
| الهوية الدولية لمشترك الجوال رمز البلد في الهاتف المحمول 714 | قائمة رموز أعضاء حلف الناتو رمز من ثلاثة حروف PAN | قائمة رموز أعضاء حلف الناتو رمز من حرفين (قديم) PM | مكتبة الكونغرس مارك (نظام فهرسة) PN                                   |
| أرقام الهوية البحرية 351-357                                 | قائمة رموز الاتحاد الدولي للاتصالات PNR           | رموز معايير معالجة المعلومات الفيدرالية PM         | رمز تسجيل المركبات الدولي PA                                          |
| GTIN بادئة (es) 745                                          | رمز برنامج الأمم المتحدة الإنمائي PAN             | المنظمة العالمية للأرصاد الجوية رمز البلد PM       | بادئة نداء الاتحاد الدولي للاتصالات 3EA-3FZ, H3A-H3Z H8A-H9Z, HOA-HPZ |

## بابوا غينيا الجديدة
| أيزو 3166-1 رقمي 598                                         | أيزو 3166-1 حرفي-3 PNG                            | أيزو 3166-1 حرفي-2 PG                              | رمز مطار منظمة الطيران المدني الدولي بادئة(es) AY          |
| قائمة مفاتيح الهاتف لدول العالم +675                         | قائمة رموز بلدان اللجنة الأولمبية الدولية PNG     | النطاق الأعلى في ترميز الدولة .pg                  | منظمة الطيران المدني الدولي تسجيل الطائرات. بادئة (es) P2- |
| الهوية الدولية لمشترك الجوال رمز البلد في الهاتف المحمول 537 | قائمة رموز أعضاء حلف الناتو رمز من ثلاثة حروف PNG | قائمة رموز أعضاء حلف الناتو رمز من حرفين (قديم) PP | مكتبة الكونغرس مارك (نظام فهرسة) PP                        |
| أرقام الهوية البحرية 553                                     | قائمة رموز الاتحاد الدولي للاتصالات PNG           | رموز معايير معالجة المعلومات الفيدرالية PP         | رمز تسجيل المركبات الدولي PNG                              |
| GTIN بادئة (es) —                                            | رمز برنامج الأمم المتحدة الإنمائي PNG             | المنظمة العالمية للأرصاد الجوية رمز البلد NG       | بادئة نداء الاتحاد الدولي للاتصالات P2A-P2Z                |

## باراغواي
| أيزو 3166-1 رقمي 600                                         | أيزو 3166-1 حرفي-3 PRY                            | أيزو 3166-1 حرفي-2 PY                              | رمز مطار منظمة الطيران المدني الدولي بادئة(es) SG          |
| قائمة مفاتيح الهاتف لدول العالم +595                         | قائمة رموز بلدان اللجنة الأولمبية الدولية PAR     | النطاق الأعلى في ترميز الدولة .py                  | منظمة الطيران المدني الدولي تسجيل الطائرات. بادئة (es) ZP- |
| الهوية الدولية لمشترك الجوال رمز البلد في الهاتف المحمول 744 | قائمة رموز أعضاء حلف الناتو رمز من ثلاثة حروف PRY | قائمة رموز أعضاء حلف الناتو رمز من حرفين (قديم) PA | مكتبة الكونغرس مارك (نظام فهرسة) PY                        |
| أرقام الهوية البحرية 755                                     | قائمة رموز الاتحاد الدولي للاتصالات PRG           | رموز معايير معالجة المعلومات الفيدرالية PA         | رمز تسجيل المركبات الدولي PY                               |
| GTIN بادئة (es) 784                                          | رمز برنامج الأمم المتحدة الإنمائي PAR             | المنظمة العالمية للأرصاد الجوية رمز البلد PY       | بادئة نداء الاتحاد الدولي للاتصالات ZPA-ZPZ                |

## بيرو
| أيزو 3166-1 رقمي 604                                         | أيزو 3166-1 حرفي-3 PER                            | أيزو 3166-1 حرفي-2 PE                              | رمز مطار منظمة الطيران المدني الدولي بادئة(es) SP          |
| قائمة مفاتيح الهاتف لدول العالم +51                          | قائمة رموز بلدان اللجنة الأولمبية الدولية PER     | النطاق الأعلى في ترميز الدولة .pe                  | منظمة الطيران المدني الدولي تسجيل الطائرات. بادئة (es) OB- |
| الهوية الدولية لمشترك الجوال رمز البلد في الهاتف المحمول 716 | قائمة رموز أعضاء حلف الناتو رمز من ثلاثة حروف PER | قائمة رموز أعضاء حلف الناتو رمز من حرفين (قديم) PE | مكتبة الكونغرس مارك (نظام فهرسة) PE                        |
| أرقام الهوية البحرية 760                                     | قائمة رموز الاتحاد الدولي للاتصالات PRU           | رموز معايير معالجة المعلومات الفيدرالية PE         | رمز تسجيل المركبات الدولي PE                               |
| GTIN بادئة (es) 775                                          | رمز برنامج الأمم المتحدة الإنمائي PER             | المنظمة العالمية للأرصاد الجوية رمز البلد PR       | بادئة نداء الاتحاد الدولي للاتصالات 4TA-4TZ, OAA-OCZ       |

## الفلبين
| أيزو 3166-1 رقمي 608                                         | أيزو 3166-1 حرفي-3 PHL                            | أيزو 3166-1 حرفي-2 PH                              | رمز مطار منظمة الطيران المدني الدولي بادئة(es) RP          |
| قائمة مفاتيح الهاتف لدول العالم +63                          | قائمة رموز بلدان اللجنة الأولمبية الدولية PHI     | النطاق الأعلى في ترميز الدولة .ph                  | منظمة الطيران المدني الدولي تسجيل الطائرات. بادئة (es) RP- |
| الهوية الدولية لمشترك الجوال رمز البلد في الهاتف المحمول 515 | قائمة رموز أعضاء حلف الناتو رمز من ثلاثة حروف PHL | قائمة رموز أعضاء حلف الناتو رمز من حرفين (قديم) RP | مكتبة الكونغرس مارك (نظام فهرسة) PH                        |
| أرقام الهوية البحرية 548                                     | قائمة رموز الاتحاد الدولي للاتصالات PHL           | رموز معايير معالجة المعلومات الفيدرالية RP         | رمز تسجيل المركبات الدولي RP                               |
| GTIN بادئة (es) 480                                          | رمز برنامج الأمم المتحدة الإنمائي PHI             | المنظمة العالمية للأرصاد الجوية رمز البلد PH       | بادئة نداء الاتحاد الدولي للاتصالات 4DA-4IZ, DUA-DUZ       |

## جزر بيتكيرن
| أيزو 3166-1 رقمي 612                                       | أيزو 3166-1 حرفي-3 PCN                            | أيزو 3166-1 حرفي-2 PN                              | رمز مطار منظمة الطيران المدني الدولي بادئة(es) —          |
| قائمة مفاتيح الهاتف لدول العالم +64                        | قائمة رموز بلدان اللجنة الأولمبية الدولية —       | النطاق الأعلى في ترميز الدولة .pn                  | منظمة الطيران المدني الدولي تسجيل الطائرات. بادئة (es) G- |
| الهوية الدولية لمشترك الجوال رمز البلد في الهاتف المحمول — | قائمة رموز أعضاء حلف الناتو رمز من ثلاثة حروف PCN | قائمة رموز أعضاء حلف الناتو رمز من حرفين (قديم) PC | مكتبة الكونغرس مارك (نظام فهرسة) PC                       |
| أرقام الهوية البحرية 555                                   | قائمة رموز الاتحاد الدولي للاتصالات PTC           | رموز معايير معالجة المعلومات الفيدرالية PC         | رمز تسجيل المركبات الدولي —                               |
| GTIN بادئة (es) —                                          | رمز برنامج الأمم المتحدة الإنمائي —               | المنظمة العالمية للأرصاد الجوية رمز البلد PT       | بادئة نداء الاتحاد الدولي للاتصالات —                     |

## بولندا
| أيزو 3166-1 رقمي 616                                         | أيزو 3166-1 حرفي-3 POL                            | أيزو 3166-1 حرفي-2 PL                              | رمز مطار منظمة الطيران المدني الدولي بادئة(es) EP           |
| قائمة مفاتيح الهاتف لدول العالم +48                          | قائمة رموز بلدان اللجنة الأولمبية الدولية POL     | النطاق الأعلى في ترميز الدولة .pl                  | منظمة الطيران المدني الدولي تسجيل الطائرات. بادئة (es) SP-  |
| الهوية الدولية لمشترك الجوال رمز البلد في الهاتف المحمول 260 | قائمة رموز أعضاء حلف الناتو رمز من ثلاثة حروف POL | قائمة رموز أعضاء حلف الناتو رمز من حرفين (قديم) PL | مكتبة الكونغرس مارك (نظام فهرسة) PL                         |
| أرقام الهوية البحرية 261                                     | قائمة رموز الاتحاد الدولي للاتصالات POL           | رموز معايير معالجة المعلومات الفيدرالية PL         | رمز تسجيل المركبات الدولي PL                                |
| GTIN بادئة (es) 590                                          | رمز برنامج الأمم المتحدة الإنمائي POL             | المنظمة العالمية للأرصاد الجوية رمز البلد PL       | بادئة نداء الاتحاد الدولي للاتصالات 3ZA-3ZZ,HFA-HFZ,SNA-SRZ |

## البرتغال
| أيزو 3166-1 رقمي 620                                         | أيزو 3166-1 حرفي-3 PRT                            | أيزو 3166-1 حرفي-2 PT                              | رمز مطار منظمة الطيران المدني الدولي بادئة(es) LP               |
| قائمة مفاتيح الهاتف لدول العالم +351                         | قائمة رموز بلدان اللجنة الأولمبية الدولية POR     | النطاق الأعلى في ترميز الدولة .pt                  | منظمة الطيران المدني الدولي تسجيل الطائرات. بادئة (es) CR-, CS- |
| الهوية الدولية لمشترك الجوال رمز البلد في الهاتف المحمول 268 | قائمة رموز أعضاء حلف الناتو رمز من ثلاثة حروف PRT | قائمة رموز أعضاء حلف الناتو رمز من حرفين (قديم) PO | مكتبة الكونغرس مارك (نظام فهرسة) PO                             |
| أرقام الهوية البحرية 263                                     | قائمة رموز الاتحاد الدولي للاتصالات POR           | رموز معايير معالجة المعلومات الفيدرالية PO         | رمز تسجيل المركبات الدولي P                                     |
| GTIN بادئة (es) 560                                          | رمز برنامج الأمم المتحدة الإنمائي POR             | المنظمة العالمية للأرصاد الجوية رمز البلد PO       | بادئة نداء الاتحاد الدولي للاتصالات CQA-CUZ                     |

## بورتوريكو
| أيزو 3166-1 رقمي 630                                         | أيزو 3166-1 حرفي-3 PRI                            | أيزو 3166-1 حرفي-2 PR                              | رمز مطار منظمة الطيران المدني الدولي بادئة(es) TJ         |
| قائمة مفاتيح الهاتف لدول العالم +1 787, +1 939               | قائمة رموز بلدان اللجنة الأولمبية الدولية PUR     | النطاق الأعلى في ترميز الدولة .pr                  | منظمة الطيران المدني الدولي تسجيل الطائرات. بادئة (es) N- |
| الهوية الدولية لمشترك الجوال رمز البلد في الهاتف المحمول 330 | قائمة رموز أعضاء حلف الناتو رمز من ثلاثة حروف PRI | قائمة رموز أعضاء حلف الناتو رمز من حرفين (قديم) RQ | مكتبة الكونغرس مارك (نظام فهرسة) PR                       |
| أرقام الهوية البحرية 358                                     | قائمة رموز الاتحاد الدولي للاتصالات PTR           | رموز معايير معالجة المعلومات الفيدرالية RQ         | رمز تسجيل المركبات الدولي PR                              |
| GTIN بادئة (es) —                                            | رمز برنامج الأمم المتحدة الإنمائي PUE             | المنظمة العالمية للأرصاد الجوية رمز البلد PU       | بادئة نداء الاتحاد الدولي للاتصالات —                     |

## قطر
| أيزو 3166-1 رقمي 634                                         | أيزو 3166-1 حرفي-3 QAT                            | أيزو 3166-1 حرفي-2 QA                              | رمز مطار منظمة الطيران المدني الدولي بادئة(es) OT          |
| قائمة مفاتيح الهاتف لدول العالم +974                         | قائمة رموز بلدان اللجنة الأولمبية الدولية QAT     | النطاق الأعلى في ترميز الدولة .qa                  | منظمة الطيران المدني الدولي تسجيل الطائرات. بادئة (es) A7- |
| الهوية الدولية لمشترك الجوال رمز البلد في الهاتف المحمول 427 | قائمة رموز أعضاء حلف الناتو رمز من ثلاثة حروف QAT | قائمة رموز أعضاء حلف الناتو رمز من حرفين (قديم) QA | مكتبة الكونغرس مارك (نظام فهرسة) QA                        |
| أرقام الهوية البحرية 466                                     | قائمة رموز الاتحاد الدولي للاتصالات QAT           | رموز معايير معالجة المعلومات الفيدرالية QA         | رمز تسجيل المركبات الدولي Q                                |
| GTIN بادئة (es) —                                            | رمز برنامج الأمم المتحدة الإنمائي QAT             | المنظمة العالمية للأرصاد الجوية رمز البلد QT       | بادئة نداء الاتحاد الدولي للاتصالات A7A-A7Z                |

## ملاحظة
1. ↑  Formerly the Trust Territory of the Pacific Islands (1986)
2. ↑  This NATO country code appears in the 9th edition and is also assigned to بالاو